# Please (工藤静香の曲)
「Please」（プリーズ）は、工藤静香の通算13枚目のシングル。1991年5月15日にポニーキャニオンから発売された。

## 背景
同年3月発売のアルバム『mind Universe』制作時にレコーディングされ、同アルバムに収録予定だったが最終的には収録されず、シングルとして発売された。
コンサートツアー中に初披露されたが、「リズムが頻繁に変わるからどうやって手拍子すればいいのか、お客さんがかなり戸惑っているのが分かった」と、当シングルのプロモーションにおけるインタビューで語っている。当時かなり行き詰まっていたらしく、後に「『Please』で一息つけたのは大きかった」と語っている。次作まで5ヶ月インターバルがあった。
シングル発売時に出演したフジテレビ系バラエティー『とんねるずのみなさんのおかげです』で、石橋貴明が「後藤次利は工藤の曲ばかり丁寧に作りやがって許せません」というようなセリフをコントの中で発言し、笑いをとっていた。

## 収録曲
全作曲・編曲：後藤次利
1. Please（4:17）
作詞: 三浦徳子
2. 真夏の蜃気楼（4:49）
作詞：愛絵理

## 収録アルバム
- Please
  - intimate
  - Super Best
  - ミレニアム・ベスト

※オリジナルアルバム未収録
- 真夏の蜃気楼
  - 20th Anniversary B-side collection